# Garciotum
Garciotum – gmina w Hiszpanii, w prowincji Toledo, w Kastylii-La Mancha, o powierzchni 22,73 km². W 2011 roku gmina liczyła 182 mieszkańców.